# Josua Arnd

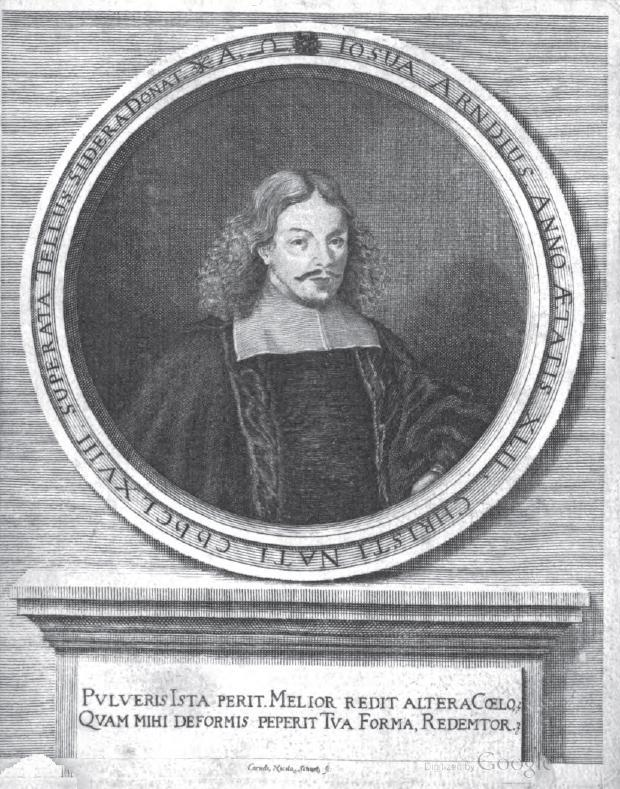
Josua Arnd

Josua Arnd, auch: Arndius, Arndt (* 9. September 1626 in Güstrow; † 5. April 1687 ebenda) war ein deutscher evangelischer Theologe, Historiker und Kirchenlieddichter.

## Leben
Josua Arnd war der Sohn des herzoglich Mecklenburg-Güstrowschen Hofpredigers und Güstrower Superintendenten Samuel Arnd und dessen Ehefrau Anna Mertel. Sein Bruder war der Logiker Christian Arnd.
Er besuchte die Bildungseinrichtungen seiner Heimatstadt und begann 1642 ein Studium der Theologie an der Universität Rostock. Seine Studien setzte er 1645 an der Universität Kopenhagen fort, wo er als Privatlehrer im Haus des Bürgermeisters von Kopenhagen Johann Nikolaus Lund ein Unterkommen fand.
1650 bezog er die Universität Wittenberg, wo er am 11. Oktober 1653 den akademischen Grad eines Magisters der philosophischen Wissenschaften erwarb. 1565 kehrte er an die Rostocker Hochschule zurück, wo er die ordentliche Professur der Logik übernahm. 1656 erhielt er von Herzog Gustaf Adolf einen Ruf als Hofprediger und Bibliothekar nach Güstrow, wurde dort 1662 Kirchenrat und trat mit dem Kirchenlied Herr Jesu deine Angst und Pein auch als Kirchenlieddichter in Erscheinung.
Arnd ist der Vater des Theologen Karl Arnd.

## Werke
- Commentarius in Phalaridis Epistolas
- Lexicon Antiquitatum Ecclesiasticarum
- Genealogia Scaligerorum
- De Erroribus Salmasii in Theologia
- Manuale legum Mosaicarum
- Miscellanea sacra
- Diatribae Philologicae
- Observationes ad Vauassoris librum „de forma Christi“
- Apodixis Thetiea
- De Mysterio Trinitatis
- Demonstratio Theologica Anti-Walenburgica
- De una fide
- De frequensi communione
- De Superstitione
- Trutina Statuum Europae
- Artificium Orationium
- Vita Alberti Wallensteinii Ducis Friedlandiae etc. ex Italico Galeacii Gualdi in latinum sermonem translata.